# 清水唯一朗
清水 唯一朗（しみず ゆいちろう、1974年 - ）は、日本の政治学者。慶應義塾大学総合政策学部教授。専門は日本政治外交史、オーラルヒストリー。

## 略歴
長野県出身。長野県長野高等学校卒業。1999年慶應義塾大学法学部政治学科卒業。2001年同大学院法学研究科政治学専攻修士課程修了、2003年同博士課程単位取得退学。2005年慶應義塾大学より博士（法学）の学位を取得。大学院では玉井清、笠原英彦のほか、当時東京大学教授であった御厨貴に師事した。
2003年東京大学先端科学技術研究センター特任助手。2007年慶應義塾大学総合政策学部講師、2010年准教授、2017年教授。この間、日本財団国際フェローシップ第3期フェローとして2014年ハーバード大学ライシャワー日本研究所客員研究員、2015年国立政治大学日本研究プログラム客座副教授、2018年ルール大学ボーフム日本学科客員教授などを務める。

## 著書

### 単著
- 『政党と官僚の近代―日本における立憲統治構造の相克』（藤原書店, 2007年）
- 『近代日本の官僚―維新官僚から学歴エリートへ』（中央公論新社〈中公新書〉, 2013年）
- The Origins of the Modern Japanese Bureaucracy（en:Bloomsbury Publishing, 2019年）
- 『原敬―「平民宰相」の虚像と実像』（中央公論新社〈中公新書〉, 2021年9月）

### 共著
- （瀧井一博, 村井良太）『日本政治史―現代日本を形作るもの』（有斐閣, 2020年）
- （任鈞華・龔婷訳）『日本千年歷史之謎』（遠足文化, 2019年）
- （中公新書編集部編）『日本史の論点―邪馬台国から象徴天皇制まで』（中央公論新社〈中公新書〉, 2018年）

### 共編著
- （内務省研究会）『内務省―近代日本に君臨した巨大官庁』（講談社〈講談社現代新書〉, 2025年）
- （奥健太郎, 濱本真輔）『政務調査会と日本の政党政治―130年の軌跡』（吉田書店, 2024年）
- （桑原武夫）『総合政策学の方法論的展開』（慶應義塾大学出版会, 2023年）
- （山本龍彦, 出口雄一）『憲法判例からみる日本』（日本評論社, 2016年）

### 論文
- 清水唯一朗